# Michael Cristofer
Michael Cristofer właściwe Michael Procaccino (ur. 22 stycznia 1945 w Trenton w stanie New Jersey) – amerykański dramaturg, filmowiec i aktor, laureat Nagrody Pulitzera. 
Za sztukę The Shadow Box (1977) otrzymał Nagrodę Pulitzera w dziedzinie dramatu i Tony Award.